# 小行星8553
小行星8553（8553 Bradsmith）是一颗绕太阳运转的小行星，为主小行星带小行星。该小行星于1995年4月20日发现。

## 轨道参数
小行星8553的轨道半长轴为2.2482723 UA，离心率为0.127。